# 神話・伝説の乗り物の一覧
神話・伝説の乗り物の一覧（しんわ・でんせつののりもののいちらん）は、世界各地の「神話・伝説・民話」に登場する乗り物の一覧である。
近代・現代の創作に関しては、複数の創作に共通して用いられている概念や、詳細な設定があり物語の中で大きな役割を担っているものなどに限定して記載する。
この一覧は未完成です。加筆、訂正して下さる協力者を求めています。

## 空を飛ぶもの
- 觔斗雲 - 【西遊記】上に乗って空を飛ぶことができる雲。
- 風火輪 - 【中国神話】ナタなどが使用した。
- 空飛ぶカヌー - 【カナダの民話】悪魔と様々な契約の上で空を飛ぶことを可能にしたカヌーと乗り手たちの話。
- 魔法の絨毯 - 【聖書、千夜一夜物語】ソロモン王の魔法の絨毯など、数々の伝説に空を飛ぶ絨毯として登場する。
- バーバ・ヤーガの臼 - 【スラヴ民話】魔女バーバ・ヤーガの乗り物。
- 魔女の箒（フランス語版） - 【中世の民話】魔女の乗り物。ビーザム（Besom）
- サンタのそり - サンタクロースの乗り物。
- ヴィマナ - 【ヒンドゥー教、ジャイナ教】文献によって空飛ぶ宮殿、棺や船だったり、車や戦車だったり、中には7階建ての宮殿であるという描写も見られる[1]。
- ラピュータ - 【ガリヴァー旅行記】底部のアダマントに連結された巨大な天然磁石の磁力で飛行する飛行島。
- 光輪車 - 【田村語り】鈴鹿御前（立烏帽子）の乗る御車。文献によっては神通の車とも表記されている

## 戦車
- 河伯の戦車 - 【中国神話】白い亀、あるいは竜によって牽引される戦車で、黄河の神 河伯が使用する。
- モーガン・ムインファウルの戦車 - 【ブリテン島の13の宝】行きたいところに、即座に到達できる。
- フロイヒの戦車 - 【アイルランド神話】鹿に曳かれる。
- ギリシア神話の各神の戦車
- プシュパカ・ラタ - 【インドの神話】クベーラ神が所有する空駆ける戦車でラーヴァナに奪取された。

## 船
- 天磐船 - 日本書紀で高天原から下界に降りる際に使用した船。もしくは、 天の川にある船[2]。
- アルゴー船 - 【ギリシア神話】アルゴナウタイの冒険に使用された船。
- オレルスの骨船 -【北欧神話】呪文が刻まれた骨を使った船で、漕ぐことにより、迅速に海を渡ることが出来た。
- 枯野 - 【日本神話】淡路島の水をくむのに用いられ、朽ちてからは塩を作る燃料と、遠いところまで響く琴の材料となった[3]。
- カローンの渡し舟 - 【ギリシア神話】冥界に流れる河で死者を運ぶ船。
- パイエーケス人の船 - 【ギリシア神話】『オデュッセウス』に登場する、ハヤブサのように早く、操舵手を必要とせず思った通りに操舵でき、霧や霧でも難破せずに航行可能な船。
- フライング・ダッチマン - 【近代イギリス伝承】喜望峰近海の幽霊船。
- フリングホルニ -【北欧神話】バルドルの所有する大船。
- プリドゥエン - アーサー王の所有する船。後期の作品ではアーサー王の盾にも同じ名が付けられる。
- ナグルファル -【北欧神話】ラグナロクの際に巨人や死者の軍勢を乗せてアースガルズに攻め込む船。
- セスルームニル -【北欧神話】フレイヤの宮殿の広間と船に同名が付けられている。
- スキーズブラズニル -【北欧神話】フレイの所有する魔法の帆船。巨大な帆船であるが、折りたたむと袋に入るほどの大きさになり、帆を張れば常に風を受けられる。
- Sguaba Tuinne - 【トゥレンの子らの最期】北欧神話の光神ルーが所有した船。日本語訳では「静波号」という名も見られる。
- 太陽の船 - 【エジプト神話】太陽神ラーが乗る船。
- 鳥之石楠船神 - 【日本神話】イザナギとイザナミの間に産まれた神で、鳥の様に空を飛べる。別名、天鳥船神、天鳥船。
- 天乃羅摩船（アメノカガミノフネ）- 【日本神話】ガガイモの実。スクナビコナの船
- 虚舟 - 【日本の民話】
- 宝船 - 【中国・日本の神話】七福神や八仙が乗る宝物を積み込んだ帆船。
- Matet、Seqtet（英語版） - 【エジプト神話】太陽神ラーの船。日中の午前に乗るものが Matet（強くなるもの）、午後に乗るものがSeqtet（弱くなるもの）。
  - 太陽神と船というモチーフは、文字のない青銅器時代から洞窟壁画などの形で存在する[4][5]。
- Kaunitoni（英語版） - フィジー諸島の祖先が入植の際に乗ってきた船
- Caleuche（英語版） - チリ南部のChilote mythology（英語版）に登場する霧の日などの特定の日でないと見ることが出来ない、並外れた速度を出し、難破船の乗員を助けたりなどの逸話がある船。

大洪水を生き延びた船
大洪水(洪水神話)を生き延びる話は世界各地に存在し、その文明ごとに船がある。
- ノアの方舟 - 【キリスト教】大洪水を生き残るため、神の命に応じて作られた。
- マヌの船 - 【インドの神話】
- デウカリオーンの船 - 【ギリシア神話】
- ウトナピシュティムの船 - 【ギルガメシュ叙事詩】
- ベルゲルミルの箱舟 - 【北欧神話】

## 潜水艦
- 淪波船（中国語版）- 【拾遺記】別名「螺舟」。タニシの形状の潜水艇。
- 無目籠（無目堅間）-【日本書紀】シオツチオジが作り、彦火火出見尊を乗せ、海底を進み海神の住む海宮に運んだ。

## 列車
- 幽霊列車 - 【都市伝説】幽霊の如く存在しないはずの蒸気機関車が鉄道線路上を走っているという噂。
  - シルバーピレン（英語版） - スウェーデンの幽霊列車。

## 使役動物
- ガルダ - 【インド神話】
- 張果老のロバ - 一日数万里移動でき、使用しないときには折りたたんで小箱に入れ、使用するときには水を吹きかけ元に戻した。
- クサントスとバリオス（英語版） - 【ギリシア神話】アキレウスの馬。（関連：クサントス (ギリシア神話)、英語読み：ベイリアスとザンサス）
- ハンサ - 【インド神話】ブラフマーを乗せて飛ぶ鳥。
- Hengroen - en:Culhwch and Olwenに登場するアーサー王の馬。
- en:Tulpar - 【トルコの神話】ペーガソスのような有翼馬。
- 太陽神ソル・インウィクトゥス、ヘーリオス、光明神アポローン、暁の女神エーオースの馬【ギリシア神話・ローマ神話】
  - Phlegon, Aeos, Aethon, Pyrios, Aethiops, Abraxas, Therbeeo, Bronte, Sterope
- Haizum - 【イスラム教】ジブリールの馬。
- 風馬（en:Wind Horse。en:Tulpar） - トルコ、チベット、モンゴル（モンゴルの国章に見られヒーモリと呼ばれる）などに伝わる伝説上の馬
- ムシュフシュ - 【メソポタミア】マルドゥクなどの神を乗せた。

西遊記
- 玉龍 - 三蔵法師が騎乗した。
- 九霊元聖 - 太乙救苦天尊を乗せた九頭の黄毛の獅子。
- 避水金睛獣（もしくは避水金晶獣） - 【西遊記】牛魔王の乗る動物。顔は麒麟、龍の口、獅子の鬣、魚の鱗、牛の尾、鹿の角、全身赤い。
- 黄牙白象 - 普賢菩薩が乗る白い象。
- 獨角兕大王（青牛怪）- 太上老君が騎乗する青い牛。

封神演義
- 四不像 - 太公望 姜子牙が騎乗した。
- 墨麒麟 - 聞仲が騎乗した。

一覧
- en:List of Middle-earth animals（中つ国に登場する馬の一覧）

## 歴史的な乗り物
世界初
- マゼラン艦隊 -1522年に世界一周を達成したポルトガルの艦隊
- ニコラ＝ジョゼフ・キュニョーの世界初の蒸気自動車（1769年）
- ノーチラス号 (1800年) - 世界初の実用潜水艦（1800年）。
- ドライジーネ - 世界初の自転車（1813年）
- Erster Marcus-Wagen - 世界初のガソリン自動車（1870年）
- ライトフライヤー号 - 世界で初めて飛行に成功した航空機（1903年）
- ファーブル水上機 - 世界初の離着水した水上機（1910年）
- スピリットオブセントルイス号 - ノンストップ大西洋横断を成した。「翼よ! あれが巴里の灯だ」という名言で有名。
- マーク I 戦車 - 世界初の実用戦車（1916年9月15日に実戦投入）
- ダグラス DWC - 世界初の世界一周飛行（1924年）
- ボストーク1号 - 世界初の有人宇宙船（1961年4月12日）
- アポロ11号 - 世界初の有人月面着陸した宇宙船（1969年7月20日）

考古学
- クフ王の船（別名：太陽の船） - エジプトのピラミッド付近で発見された。
- 船葬墓 - ヴァイキングやフィリピン等でみられる船と共に埋葬する風習。

その他
- メアリー・セレスト - 無人のまま漂流していた船で憶測などから都市伝説化した。
- タイタニック (客船) - 20世紀最大の海難事故タイタニック号沈没事故を起こした船
- エルドリッジ (護衛駆逐艦) - フィラデルフィア実験で使われたという都市伝説を持つアメリカ海軍の駆逐艦
- マーキュリー・レッドストーン3号 - ソ連のボストーク1号に1月遅れた、アメリカ初の有人宇宙飛行船（1961年5月5日）

## 近代の創作・未来技術
- 人間大砲、コロンビヤード砲
- 自動運転車
- 重力列車 - 惑星の重力を利用して移動する輸送機関
- 銀河鉄道
- 真空チューブ列車 - チューブ内の空気を取り除き、空気抵抗をゼロにすることを目指した技術。
- タイムマシン
- 陸上軍艦（英語版）
- 氷山空母
- 潜水空母
- 飛行空母
- 飛行潜水艦
- スカイカー
- ロボット#ロボットとロボットでない機械の線引き
- 軌道エレベータ
- マスドライバー